# Yuji Ozaki
Yuji Ozaki (尾崎 雄二 Ozaki Yuji?), född 29 september 1985 i Nagasaki prefektur, är en japansk före detta fotbollsspelare.
Ozaki började sin karriär 2008 i Fagiano Okayama. Han spelade 50 ligamatcher för klubben. Han avslutade karriären 2009.